# Валя-Лупулуй (Хунедоара)
Валя-Лупулуй (рум. Valea Lupului) — село у повіті Хунедоара в Румунії. Входить до складу комуни Бару.
Село розташоване на відстані 260 км на північний захід від Бухареста, 48 км на південь від Деви, 149 км на південь від Клуж-Напоки, 138 км на північний захід від Крайови.

## Населення
За даними перепису населення 2002 року у селі проживали 247 осіб, з них 243 особи (98,4%) румунів. Рідною мовою 245 осіб (99,2%) назвали румунську.